# Pacific Northwest Seismic Network
Le Pacific Northwest Seismic Network, ou PNSN, est un réseau de plus de 300 stations sismographiques couvrant les États américains de Washington et de l'Oregon et permettant de suivre l'activité sismique et volcanique qui y a lieu, notamment du fait de l'arc volcanique des Cascades qui les traverse. Il est exploité par l'université de Washington et l'université de l'Oregon, la première accueillant son siège à Seattle.